# کوتان‌لی (چیلدیر)
کوتان‌لی (به ترکی استانبولی: Kotanlı) یک منطقهٔ مسکونی در ترکیه است که در چیلدیر واقع شده‌است.